# Кузнецова Світлана Михайлівна
Кузнецова Світлана Михайлівна (29 січня 1941, Мінськ, СРСР - 13 червня 2024, Київ, Україна) — фахівець у галузі неврології, член-кореспондент АМН України, доктор медичних наук, професор, Заслужений діяч науки і техніки України.

## Наукова діяльність
У 1965 році закінчила Кримський медичний інститут. Відтоді працює в Інституті геронтології імені Д. Ф. Чеботарьова НАМН України.
У 1989 році успішно захистила дисертаційну роботу на здобуття наукового ступеня доктора медичних наук. Вчене звання професора присуджено у 2000 році.
У 1992 році очолила відділ судинної патології головного мозку Інституті геронтології імені Д. Ф. Чеботарьова НАМН України та створений на базі цього відділу Український реабілітаційний геріатричний центр.
У 2011 році обрана член-кореспондентом НАМН України за спеціальністю «Неврологія, цереброваскулярна патологія". 
Досліджує регіонально-етнічні аспекти старіння ЦНС та пов'язані з цим захворювання, зміну функціонального стану мозку у хворих на інсульт, вплив генетичних факторів на ймовірність виникнення і розвитку інсульту. Розробляє і впроваджує у лікарську практику реабілітаційні комплекси для хворих на інсульт. Є автором положення про півкульну нейрофармакологію.
Автор 375 наукових праць, серед яких 3 монографії. Підготувала трьох докторів та 13 кандидатів наук.

## Основні наукові праці
- «Долгожители» (1991).
- «Региональные особенности старения и распространение возрастной сосудистой патологии на Украине» (1995).
- «Факторы риска и профилактика инсульта» (1998).
- «Возрастные аспекты реабилитации постинсультных больных» (2006).
- «Атеротромботический и кардиоэмболический инсульт (восстановительный период)» (2011).

Директор Українського геріатричного реабілітаційного центру, член президії Міжнародній асоціації організацій в галузі неврології та нейронаук, голова Асоціації кардіоневрологів України, віце-президент Медичного технологічного об’єднання «Інсульт» в рамках міжнародного фонду реабілітації інвалідів імені Св. Пантелеймона, експерт комісії з вікових аспектів застосування лікарських засобів Державного експертного центру України, член редколегій 6 фахових журналів.

## Відзнаки та нагороди
- Заслужений лікар АР Крим (2006 р.).
- Заслужений діяч науки і техніки України (2008 р.).
- Почесна грамота Верховної Ради України.
- Орден княгині Ольги ІІІ ступеня (2012 р.).
- Премія НАН України імені Д. Ф. Чеботарьова (2012 р.).